# Лог, Кристофер
Кристофер Лог (англ. Christopher Logue; 23 ноября 1926, Портсмут — 2 декабря 2011, Лондон) — английский поэт, прозаик, переводчик, драматург, сценарист, один из популяризаторов английской поэзии, автор политизированных стихотворений, сочетающих в себе идеи Брехта и народную балладную традицию.

## Биография
Единственный сын в семье (родители — Джон и Молли Лог). Учился в католических школах (в том числе в Портсмутском колледже святого Иоанна и колледже Прайор-Парк), поступил затем в Портсмутскую грамматическую школу. Службу проходил в полку Чёрной стражи в Палестине, где был осуждён на 16 месяцев за попытку сбыта краденых армейских расчётных книг. В 1951—1956 годах жил в Париже.
Участник антивоенного движения 1950—1960-х годов.

## Произведения
- «Болезненные сонеты» (1955)
- «Человек, заявивший о любви» (1958)
- «Песни» (1959)

(2 последние книги — вольное переложение стихов П. Неруды)
Знаменитые «плакатные» стихи Лога, отпечатанные на политических постерах, включают в себя
- «Я голосую за лейбористов» (1966),
- «Поцелуйчик» (1968)
- и «Черный карлик» (1968).

Др. сборники:
- «Песни белоснежных мальчиков» (1960),
- «Алфавит Лога» (1966),
- «Новые числа» (1969),
- «Пух» (1984).

Лог является автором новаторского перевода «Илиады» (в 4 кн.; 1962-91), а также нескольких пьес и книг для детей. Под псевдонимом опубликовал порнографический роман Похоть (1959, переизд. 2005). Несколько раз снялся в кино, в том числе — у Кена Рассела, Терри Гиллиама, Ежи Сколимовского.
Песни на стихи Лога исполняла Джоан Баэз. Он цитировался Стругацкими в повести «Понедельник начинается в субботу».

## Признание
Лауреат ряда литературных премий, командор ордена Британской империи (2007).